# Parque nacional Sanjay Gandhi
El parque nacional Sanjay Gandhi (SGNP), previamente Parque nacional de Borivali es un parque nacional en la parte septentrional de Bombay en el estado de Maharashtra, en el centro de la India. Se extiende por una superficie de 104 kilómetros cuadrados y está rodeada por tres lados de la más poblada ciudad de la India.
Destaca por ser uno de los principales parques nacionales dentro del límite de una metrópolis y es uno de los parques más visitados del mundo.
La rica flora y fauna del parque nacional Sanjay Gandhi atrae más de dos millones de visitantes cada año. Los turistas también disfrutan las visitas a las cuevas de Kanheri de 2.400 años de aqntigüedad esculpidas en los acantilados rocosos que quedan dentro del parque. 

## Historia

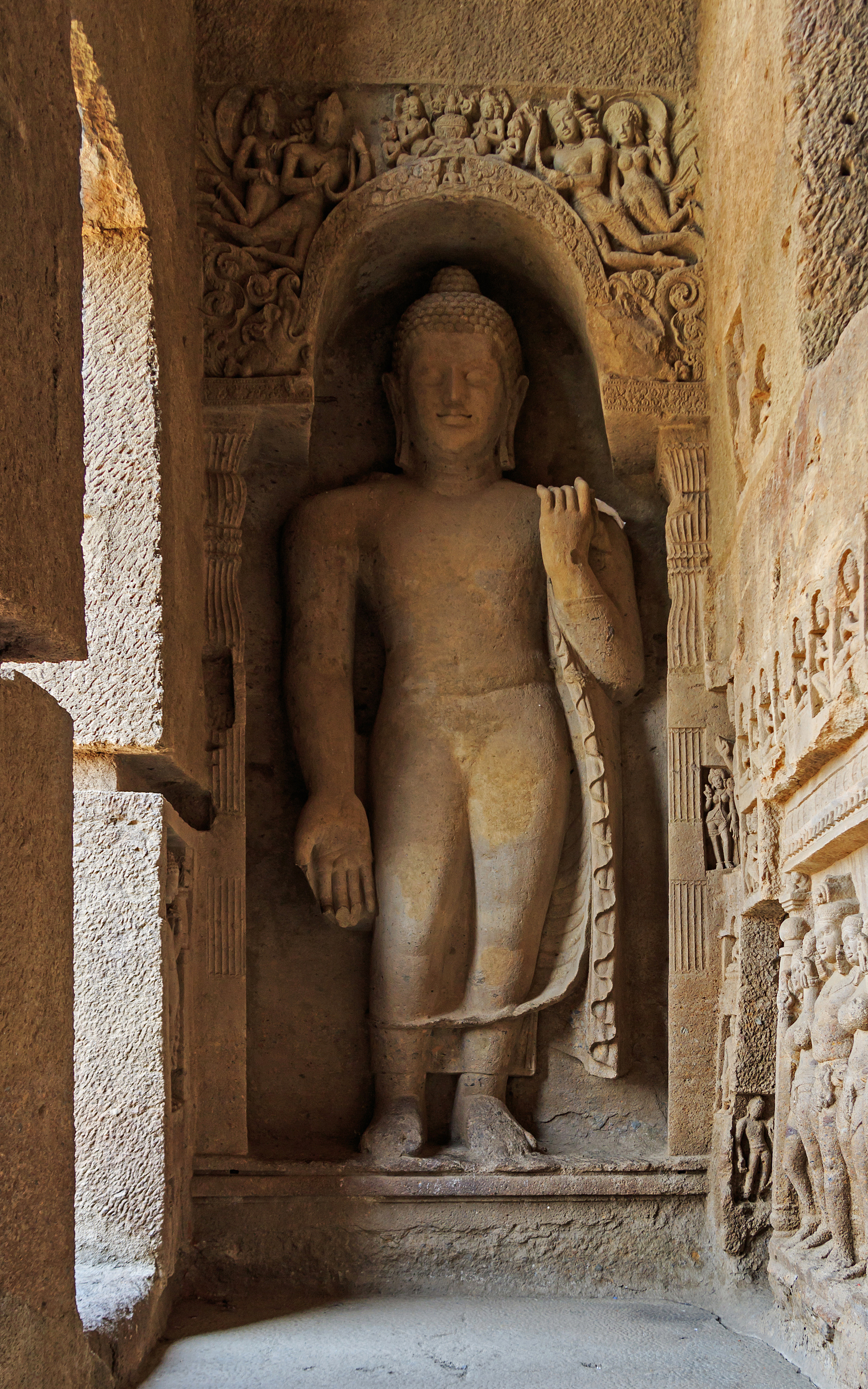
Estatua de Buda de siete metros de alto a la entrada de la más grande de las cuevas de Kanheri.

El parque nacional Sanjay Gandhi tiene una larga historia que se remonta al siglo IV a. C. En la antigua India, Sopoara y Kalyan fueron dos puertos en las cercanías que comerciaban con antiguas civilizaciones como Grecia y Mesopotamia. La ruta terrestre de 45 km entre estos dos puertos se hacía en parte a través del bosque.
Las cuevas de Kanheri en el centro del parque eran un importante centro de aprendizaje budista y lugar de peregrinación esculpido por monjes budistas entre el siglo IX y el I a. C. Fueron talladas en un afloramiento de basalto.
El parque fue denominado "parque nacional Krishnagiri" en la época anterior a la independencia. En aquella época la superficie del parque era sólo de 20,26 km². En 1969, el parque se amplió hasta su tamaño actual adquiriendo diversas propiedades de la reserva forestal próximas al parque. después de esto, una unidad independiente del departamento forestal llamada "subdivisión del parque natural Borivali" administró la zona. El parque nacional Krishnagiri se creó en 1974 y más tarde renombrado "parque nacional de Borivali". En 1981, fue rededicado como "parque nacional Sanjay Gandhi" en memoria de Sanjay Gandhi, el hijo del ex primer ministro de la India Indira Gandhi, que fue murió en un accidente de aviación de 1980.

## Vida salvaje
El parque es la sede de una serie de especies de flora y fauna en peligro. La zona forestal del parque alberga unas mil especies de plantas, 251 especies de aves migratorias de tierra y acuáticas, 50.000 especies de insectos y 40 especies de mamíferos. Además el parque también proporciona refugio a 38 especies de reptiles, 9 especies de anfibios, 150 especies de mariposas y una gran variedad de pescados.

### Flora
Entre otras especies hay árboles de teca, especies de acacia, Ziziphus, euforbia, y en el parque puede encontrarse Strobilanthes callosus (un arbusto que da flores una vez cada siete años).

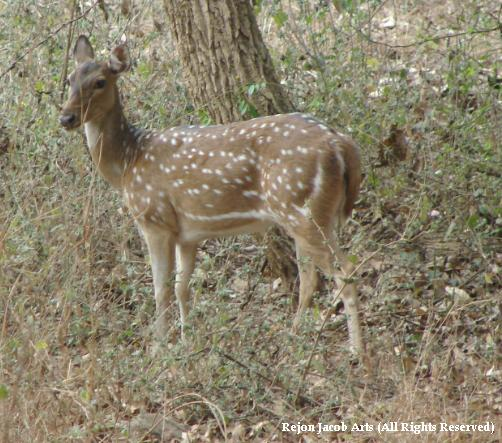
Chital en SGNP

### Fauna
La cubierta forestal en el parque proporciona el hábitat ideal para muchos animales salvajes. El chital, el macaco Rhesus y el macaco coronado son algunos de los mamíferos salvajes que pueden encontrarse fácilmente vagando por el interior del parque. Otros grandes mamíferos del parque son: la liebre Lepus nigricollis, muntíaco de la India, puercoespín, civeta de las palmeras común, tragúlidos, langures grises, zorro volador de la India, sambar y leopardo. Pueden también verse ejemplares de hiena rayada y de antílope cuatricorne.
Entre los reptiles que viven aquí se encuentran: cocodrilos en el lago Tulsi, pitones, cobras, varanos, víbora de Russel, la víbora de foseta Trimeresurus gramineus, y la Boiga ceylonensis.
Se han documentado aquí un total de 172 especies de mariposas, de las cuales las espectaulares son la Papilio polymnestor, la fenomenal artista del camuflaje la Kallima horsfieldii, la brillante Jezabel común y la gran mariposa, amarilla y blanca, mariposa aurora, Danaini y Hypolimnas, entre otras. También hay polillas, la mayor de las cuales alcanza el tamaño de un gorrión (30 cm).
Algunas de las aves que se pueden encontrar en el parque son: mochuelo de jungla, oropéndola europea, drongo de raquetas grande, minivets, urracas, petirrojos, bucerótidos, bulbules, pájaros sol, pavo real y pícidas. También se han visto aves migratorias y locales como las Terpsiphone y varias especies de alcedinos, estorninos, dicrúridos, apódidos, gaviotas, garcetas, y garzas.

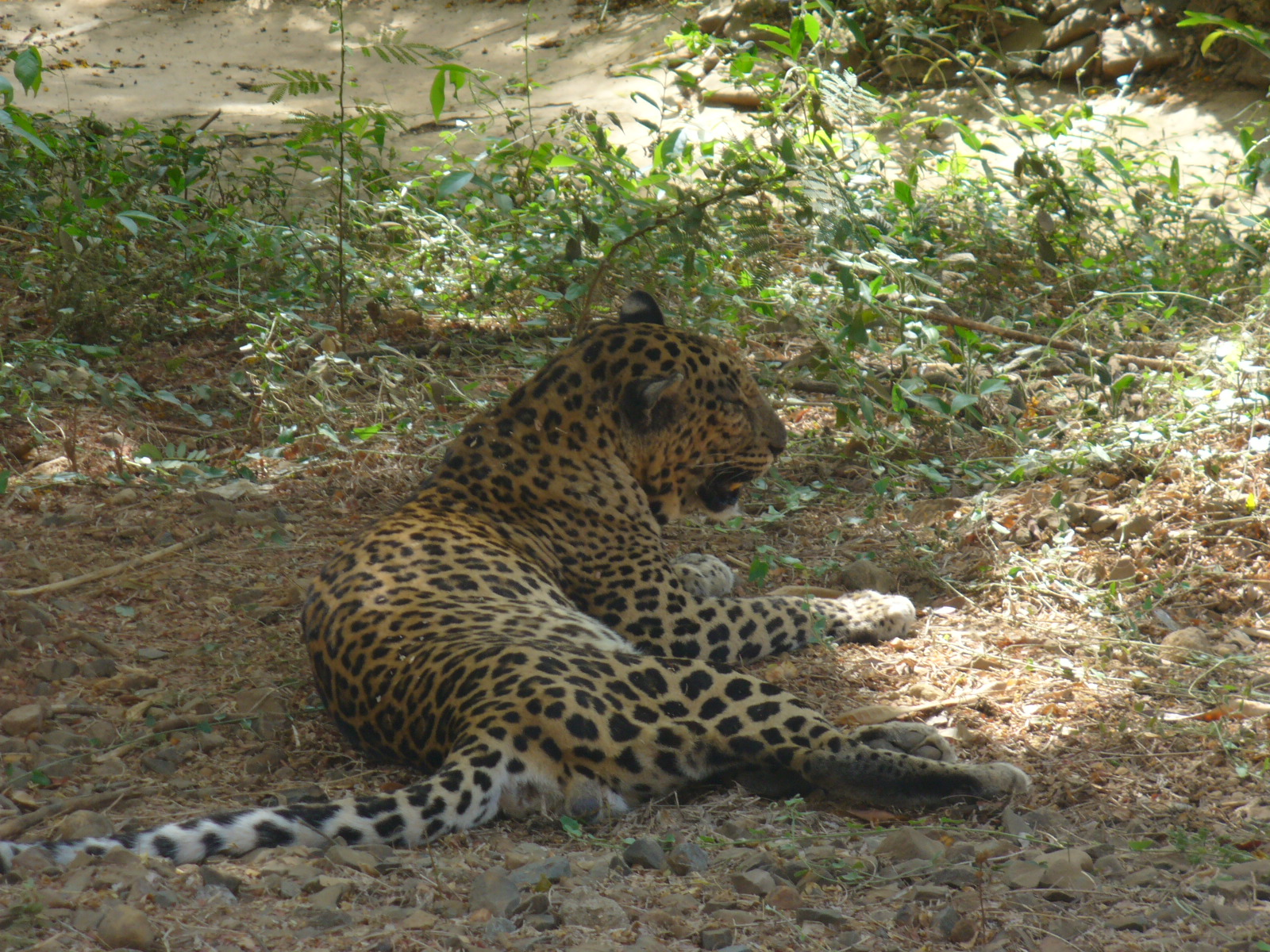
Leopardo en SGNP
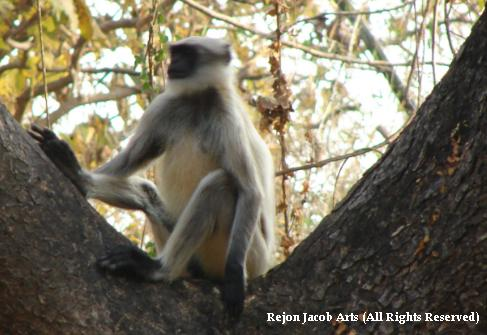
Langur gris
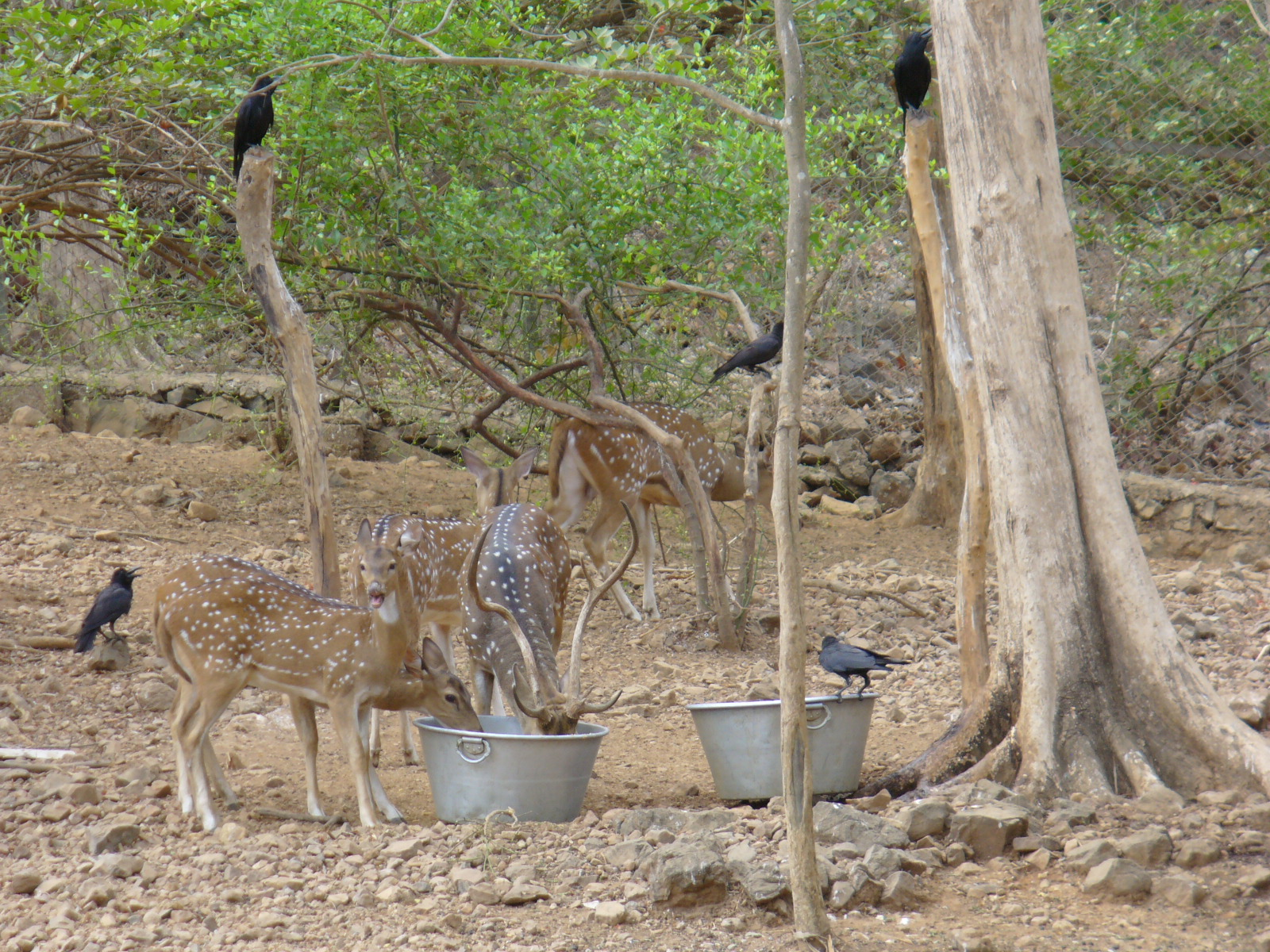
Chital

En 2003, se encontraron huellas y heces de tigre de Bengala en el parque. El tigre no se veía aquí habitualmente, de manera que eso suscitó mucho interés, ya que el último tigre abatido aquí había sido 80 años antes.